# Johannes Bresler
Johannes Bresler (* 7. Februar 1866 in Ludwigsdorf, Landkreis Oels; † 2. Oktober 1942 in Kreuzburg Oberschlesien) war ein deutscher Arzt und Psychiater. Er war Schriftleiter der Psychiatrisch-Neurologischen Wochenschrift. Zuletzt war er Direktor der Provinzial-Heil- und Pflegeanstalt Kreuzburg in Oberschlesien.

## Veröffentlichungen
- Salvarsan, das Ehrlich-Hatasche Heilmittel bei syphilitischen Nervenkrankheiten. Zusammenstellung bisheriger Ergebnisse. Halle 1911.
- als Hrsg.: Deutsche Heil- und Pflegeanstalten für Psychischkranke in Wort und Bild. Band 1, Halle a. S., 1910; Band 2, Halle a. S., 1912 (Digitalisat auf archive.org)